# Johann Diederich Thyen
Johann Diederich Thyen (* 1825 in Apen; † 22. März 1904 in Varel) war ein deutscher Landwirtschaftslehrer.

## Leben und Beruf
Thyen entstammte kleinbäuerlichen Verhältnissen und besuchte die Volksschule in seiner Heimatstadt. Anschließend absolvierte er von 1841 bis 1843 das Evangelische Lehrerseminar Oldenburg, wechselte dann allerdings zunächst an die Landwirtschaftliche Lehranstalt Poppelsdorf bei Bonn und später an die in Hohenheim bei Stuttgart, um das Diplom als Landwirtschaftslehrer zu erwerben.
Nach Abschluss seiner Ausbildung unternahm er größere Reisen und nahm seine berufliche Tätigkeit auf. 1857 gründete er schließlich in Esens seine erste landwirtschaftliche Lehranstalt, die aber scheiterte. 1862 ging er nach Neuenburg im Großherzogtum Oldenburg und unternahm dort einen zweiten Versuch einer Lehranstaltsgründung, diesmal mit Unterstützung der oldenburgischen Staatsregierung und der Oldenburgischen Landwirtschaftsgesellschaft.
Seine Schule war die erste dauerhafte landwirtschaftliche Ackerbauschule in Oldenburg und eine der ersten in Norddeutschland überhaupt. 1879 zog Thyen mit der Schule nach Varel, da er dort für seine Absolventen die Berechtigung zum Einjährig-Freiwilligendienst erhielt, die sonst nur mit Obersekundareife erteilt wurde.
Thyen bildete an seinem Institut mehrere hundert Landwirtschaftsschüler aus, die er auch nach deren Schulzeit noch als praktische Landwirte beriet.
Weiterhin arbeitete er auch als landwirtschaftlicher Wanderlehrer im Oldenburger Land, leitete von 1863 bis 1879 den landwirtschaftlichen Verein in Neuenburg und von 1880 bis 1890 den in Varel. 1898 wurde er pensioniert.
Infolge seiner Verdienste um das landwirtschaftliche Schulwesen zählte Thyen zu den maßgebenden Männern der Agrarmodernisierung auch durch Fachweiterbildung im Großherzogtum Oldenburg.
Für seine Verdienste erhielt Thyen 1887 die Silbernen Ehrennadel der Oldenburgischen Landwirtschaftsgesellschaft, deren Ehrenmitglied er darüber hinaus 1899 wurde. Kurz vor seiner Pensionierung erhielt er außerdem den Ehrentitel Professor. Von seinen Schülern wurde er ehrfurchtsvoll „Vater Thyen“ genannt.